# Jicchak Jicchaki (1936–1994)
Jicchak Jicchaki (hebrejsky: יצחק יצחקי, žil 26. listopadu 1936 – 19. února 1994) byl izraelský politik a poslanec Knesetu za strany Šlomcijon, Likud a Jisra'el Achat

## Biografie
Narodil se ve městě Tiberias. Vystudoval psychologii a pedagogiku na Bar-Ilanově univerzitě. Pracoval jako psycholog a vzdělávací poradce. Měl osvědčení pro výkon profese učitele tělesné výchovy na základních školách. V letech 1961–1963 byl ředitelem zvláštní školy v Tiberiasu.

## Politická dráha
Byl aktivní v hnutí Makabi v Tiberiasu. V roce 1977 se připojil ke straně Šlomcijon, na jejíž kandidátce se dostal do Knesetu po volbách v roce 1977. Nastoupil do parlamentního výboru pro vzdělávání a kulturu a výboru House Committee. Byl předsedou výboru pro prověření systému základního školství a školskou reformu. V průběhu funkčního období formace Šlomcijon splynula se stranou Likud. Po čase ale v roce 1979 Jicchaki z Likudu odešel a dočasně byl nezařazeným poslancem. Pak vytvořil vlastní poslaneckou frakci Jisra'el Achat (Jeden Izrael). Strana ve volbách v roce 1981 nezískala žádné mandáty.